# Muhammad ibn as-Sā'ib al-Kalbī
Muhammad ibn as-Sā'ib al-Kalbī (arabisch محمد بن السائب الكلبي, DMG Muḥammad bin as-Sāʾib al-Kalbī, gest. 763), kurz al-Kalbī, war ein arabischer islamischer Historiker, Koranexeget, Genealoge und Geograph mit Wirkungskreis Kufa. Seine Vorfahren waren aktive Unterstützer des Kalifen Ali ibn Abi Talib und kämpften in der Kamelschlacht und bei Siffin auf seiner Seite.

## Seine Gelehrsamkeit
Es ist unbekannt, wo al-Kalbī seine Ausbildung zum vielseitigen Gelehrten in seiner Jugend erhielt. Die Biographen in den Folgegenerationen verurteilten ihn als nicht glaubwürdigen Traditionarier mit eindeutig schiitischen Neigungen. Während adh-Dhahabī ihn nur in wenigen Zeilen nennt, widmet ihm al-Mizzī eine relativ umfangreiche Biographie, in der er eine lange Namensliste seiner Schüler und die überwiegend negativen Ansichten der Traditionskritiker über ihn präsentiert. Man nannte ihn wegen seiner nicht anerkannten Traditionen, vor allem in der Koranexegese, als Lügner (kaḏḏāb); allerdings überlieferten Ibn Madscha und at-Tirmidhi nach ihm in den koranexegetischen Kapiteln ihrer Hadithsammlungen. Muhammad ibn Saʿd berichtet über ihn und seine Vorfahren in seinem Klassenbuch und hebt seine Kenntnisse in der Genealogie und der Geschichte der alten Araber und ihrer Schlachttage (ayyām) in der vorislamischen Zeit hervor; dabei beruft er sich auf die persönlichen Mitteilungen von Hischām, dem Sohn dieses Gelehrten. Ersterer ist im islamischen Schrifttum unter seinem Kurznamen Ibn al-Kalbī bekannt geworden.

## Seine Koranexegese
Al-Kalbī ist vor allem durch seine Kommentare zum Koran bekannt geworden; Sulaimān ibn ʿAlī, der Onkel der Abbasiden-Kalifen Abu l-Abbas as-Saffah (749–754) und al-Mansur (754–775), in seinen letzten Lebensjahren zwischen 750 und 756 Gouverneur von Basra, berief ihn in die Stadt, wo er den Koran in einem beachtlichen Schülerkreis interpretierte und dabei den sunnitischen Lehren seiner Zeit widersprach. Ibn an-Nadim nennt diese Exegese in seinem Fihrist und erwähnt, dass man seine Koraninterpretationen in Basra aufgezeichnet hatte.
Von seinem Korankommentar, in dem er oft auf ʿAbdallāh ibn ʿAbbās als letzte Autorität in den Isnaden zurückgreift, sind mehrere Handschriften erhalten, die allerdings noch nicht ediert worden sind. Die umfangreichsten Fragmente seiner Koranexegese sind im Kommentar des ibāḍitischen Gelehrten Hūd ibn Muhakkam / Var. Muḥkim aus dem 9. Jahrhundert erhalten. Dieses Werk in vier Bänden stellt einen wortgetreuen Auszug aus der Exegese von Yaḥyā ibn Sallām al-Baṣrī (†815), mit Wirkungsfeld Qairawān, dar.